# Palestina, Tecpatán
Palestina är en ort i Mexiko.   Den ligger i kommunen Tecpatán och delstaten Chiapas, i den sydöstra delen av landet, 600 km öster om huvudstaden Mexico City. Palestina ligger 211 meter över havet och antalet invånare är 151. Den ligger vid sjön Presa Nezahualcoyotl.
Terrängen runt Palestina är kuperad. Runt Palestina är det ganska glesbefolkat, med 40 invånare per kvadratkilometer. Närmaste större samhälle är La Esperanza, 11,8 km sydväst om Palestina. 